# Richard Field (cầu thủ bóng đá)
Richard Field (2 tháng 8 năm 1891 – 15 tháng 7 năm 1965) là một cầu thủ bóng đá người Anh thi đấu cho Sunderland, Dumbarton, Norwich City và Grimsby Town.